# Домье, Оноре
Оноре́ Викторе́н Домье́ (фр. Honoré Victorin Daumier; 26 февраля 1808, Марсель — 10 февраля 1879, Вальмондуа) — французский художник: рисовальщик, литограф, гравёр на дереве, живописец и скульптор, мастер множества карикатур, отражающих социальную и политическую жизнь Франции XIX века.

## Биография
Оноре Домье родился в Марселе в 1808 году в семье мастера стекольных рам Жана Батиста Луи Домье и Сесиль Катрин Филипп. Литературные устремления побудили Домье-отца в 1814 году поехать в Париж, чтобы попытаться опубликовать свои стихи. В 1816 году молодой Домье и его мать последовали за ним в Париж. Оноре Домье проявил предрасположенность к изобразительному искусству. В 1822 году он стал протеже Александра Ленуара. В следующем году Домье поступил в Швейцарскую академию искусств в Цюрихе. От Ленуара будущий художник воспринял перед искусством старых мастеров: Тициана и Рубенса. Копировал их произведения в Лувре.
Оноре Домье одним из первых оценил уникальные возможности литографии. Первые шаги в качестве художника-литографа он сделал вместе с издательством «Бельяр» (Belliard), затем выпускал буклеты для музыкальных издательств и иллюстрации для рекламных изданий. За свою творческую жизнь он создал огромное количество: около 4000 литографий и 1000 гравюр на дереве. В 1832 году за карикатуру на короля («Гаргантюа», 1831) Оноре Домье был на полгода заключён в тюрьму.
Оноре Домье в 1840-х годах получил громкую известность карикатурами на политические события, общественную и частную жизнь выдающихся людей Франции того времени. В эпоху Луи-Филиппа он начал работать в сатирическом журнале Caricature Шарля Филипона. Рисунок Домье сух и грубоват; но представляемые им типы и сцены полны жизни, поразительной правды, и, вместе с тем, едкой насмешки. Впоследствии сатирические рисунки Домье начали появляться в журнале «Charivari». Это были сцены из «Похождений Робера Макера» (с подписями Филипона).
За этой серией следовали другие, под заглавиями: «Les Actualites», «Les Divorceuses», «Les Femmes socialistes», «Les Philantropes du jour», «Les Grecs», «Les Gens de justice», «Les Pastorales», «Locataires el proprietaires», «Les beaux jours de la vie» и т. д. Революция 1848 года предоставила содержание двум его альбомам: «Парламентские идиллии» (Idylles parlementaires) и «Представление представителей» (Les Representants representes). В 1871 году Домье записался в члены Парижской коммуны.

 «В живописи под влиянием идей эпохи Просвещения художник изображал уличные сцены, странствующих циркачей и актёров, адвокатов и судей, любопытствующих зрителей. Он искал сюжеты у Лафонтена и Сервантеса. Его манера изображения — напряжённая, часто намеренно грубая с барочными реминисценциями, контрастами света и тени, подчёркнутым контуром, рельефной фактурой, напоминающей картины Рубенса или Рембрандта, и гротескный, динамичный стиль восхищали романтиков, и не были поняты публикой, расценившей это как „небрежность и незаконченность“»
Из живописных произведений Домье наиболее известны: «Восстание» (1848), «Мельник, его сын и осёл» (1849), «Дон-Кихот, отправляющийся на свадьбу» (1851), «Прачка» (1861), «Шахматисты» (между 1863 и 1867). Домье продолжал писать картины до самой смерти, даже когда почти ослеп. Его гротескные, утрированные, нарочито грубо написанные образы вызывали восхищение Эдуара Мане и Эдгара Дега; поэтому Домье иногда и весьма условно называют преимпрессионистом.
Французский поэт и критик Шарль Бодлер особо выделял Домье, которого уже в 1845 году он поставил в один ряд с такими мастерами, как Энгр и Делакруа:

 «Домье поднялся до больших высот, сделал карикатуру жанром серьёзного искусства, он великий карикатурист. Чтобы должным образом оценить Домье, нужно рассматривать его и с точки зрения мастерства, и с точки зрения содержания. Домье-художника отличает прежде всего уверенность. Его рисунок — это рисунок крупного мастера, он щедр и свободен, это своего рода непрерывная импровизация, но при этом в нём нет ничего от механических навыков художника, успевшего „набить себе руку“»
Оноре Домье скончался Вальмондуа, позднее был перезахоронен в Париже на кладбище Пер-Лашез.

## Галерея
- Шахматисты. Между 1863 и 1867. Холст на дереве, масло. Музей изящных искусств города Парижа (Пти-Пале)
- Любитель эстампов. Между 1860 и 1902. Цветная гравюра на дереве
- Коллекционеры эстампов. 1860. Дерево, масло. Институт искусств Стерлинга и Франсин Кларк, Уильямстаун, Массачусетс, США
- Восстание. 1848. Холст, масло. Коллекция Филипс, Вашингтон
- Вагон третьего класса. 1862. Холст, масло. Национальная галерея Канады, Оттава
- Уголовное дело. 1865. Бумага, акварель, гуашь, уголь, тушь, перо, кисть. Музей Пола Гетти, Лос-Анджелес
- Пьянство Силена. 1850. Картон, гуашь. Музей изящных искусств, Кале
- Ecce homo!». 1850. Холст, масло. Музей Фолькванг, Эссен
- Мизантроп. Карикатура. 1833. Хромолитография
- Виктор Гюго. Шарж. 1849
- Дон Кихот. Ок. 1868. Холст, масло. Новая пинакотека, Мюнхен
- Надар, поднимающий фотографию на уровень искусства. Шарж. Литография
- Деревенская эмоция. 1857. Хромолитография
- Портрет на выставке. Литография
- Как, ты ещё не носишь тальму? 1852. Литография
- Парижский охотник начал глубоко сожалеть о том, что позволил себя записать в отряд Жюля Жерара. Между 1856 и 1858. Литография

## Факты
- Из-за большого наплыва посетителей Оноре Домье повесил на двери своей мастерской табличку: «Тот, кто приходит ко мне, делает мне большую честь. Тот, кто не приходит, приносит величайшее наслаждение»[13].

- Привратник Анатоль в мастерской Домье уважал художника, работал у него бесплатно и пел ему оперные арии.
- Одна из версий картины «Дон Кихот и Санчо Панса» была найдена в 2012 году в составе скандальной коллекции Корнелиуса Гурлитта[14].

## В массовой культуре
В 1992 году режиссёр-мультипликатор Джефф Данбар на основе рисунков художника снял короткометражный анимационный фильм «Закон Домье». Идея создания фильма принадлежала другу Данбара, музыканту Полу Маккартни и его жене Линде; Маккартни также написал музыку к фильму. Фильм был удостоен кинопремии BAFTA за лучший анимационный фильм.